# Tiago André Lopes Moreira
Tiago André Lopes Moreira (sinh ngày 27 tháng 4 năm 1988) là một cầu thủ bóng đá người Bồ Đào Nha thi đấu cho União da Madeira, ở vị trí hậu vệ.

## Sự nghiệp câu lạc bộ
Anh ra mắt chuyên nghiệp tại Giải bóng đá hạng nhất quốc gia Bồ Đào Nha cho Sporting Covilhã vào ngày 9 tháng 8 năm 2014 trong trận đấu trước Portimonense.